# Charles Dewachtere
Charles Dewachtere, född 22 december 1927, död 22 juli 2020, var en friidrottare från Belgien. Han deltog vid olympiska sommarspelen 1952.